# Kevin Coates
Pour l’article homonyme, voir Coates.
 (octobre 2012).
Kevin Coates (né en 1950) est un artiste et orfèvre britannique. Il est également musicien, spécialiste de musique baroque.

## Formation
Kevin Coates naît à Kingston, alors dans le Surrey, et grandit dans le Sussex de l'Ouest. En 1966, sa famille part vivre en Australie pendant deux ans, époque pendant laquelle il étudie le violon auprès du professeur Antonio Palma. De retour au Royaume-Uni, il suit un cursus à la Central School of Art et obtient une maîtrise en conception de bijoux au Royal College of Art. En 1985, sa thèse de doctorat intitulée Géométrie, proportion et art de la lutherie est publiée par la Oxford University Press.

## Carrière
Les œuvres de Kevin Coates sont présentes dans des collections privées et publiques du monde entier, y compris le Victoria and Albert Museum, le National Museums of Scotland, le British Museum, le musée des beaux-arts de Boston, le Silver Trust pour le 10 Downing Street et la Goldsmiths' Company, à Londres.
Des expositions ont été consacrées à son travail, notamment au Goldsmiths’ Hall du Victoria and Albert Museum, au Royal Museum of Scotland, au Museo Correr à Venise, aux Kennedy Galleries à New York, à la Mobilia Gallery et au Ruthin Craft Centre.

## Prix et récompenses
- 1972 : premier prix Marlow de la Société des artisans designers.
- 1973 : médaille d'excellence de la Société des artisans designers.
- 1976 : prix d'orfèvrerie Anstruther du Royal College of Art.
- 1977 : 1er prix Norman-Butler de la Worshipful Company of Goldsmiths.

## Titres honorifiques
- Fellow du Royal College of Art.
- Liveryman de la Goldsmiths’ Company.

## Expositions personnelles
- 1999-2001 : Fragments: Pages Stolen from a Book of Time, Royal Museum, National Museums of Scotland d'Édimbourg et aux Kennedy Galleries à New York
- 2001 : Supermodels, The Goldsmiths Hall, Londres; Slices of Silver, Partridge's, Londres
- 2006 : Kevin Coates - The 'Mozart' Jewels, Mobili Gallery, Cambridge (Massachusetts).
- 2007 : A Notebook of Pins, Mobili Gallery, Cambridge, Massachusetts et Wallace Collection et en 2010, à la Saatchi Gallery, Londres.
- 2011 : Time Regained, Works by Artist-Goldsmith Kevin Coates, Wallace Collection[3]